# BMW N57
Der BMW N57 ist ein Reihensechszylinder-Turbodieselmotor von BMW, der seit 2008 produziert wurde. Er wurde in verschiedenen Fahrzeugen von BMW eingesetzt.

## Technik
Der N57 ist ein um 30° geneigter, aufgeladener und wassergekühlter Sechszylinderreihenmotor mit zwei obenliegenden Nockenwellen, der nach dem Dieselprinzip arbeitet. Bohrung und Hub betragen 84 × 90 mm, wodurch sich ein Hubraum von 2993 cm3 ergibt. Das Kurbelgehäuse (Motorblock) des Motors ist aus Aluminium hergestellt. Um auftretenden Spannungen standhalten zu können, ist am Boden des Kurbelgehäuses eine Platte zur Verstärkung angeschraubt. Die Hauptlagerschalen für die Kurbelwelle sind aus gesintertem Metall gefertigt, darin läuft eine geschmiedete Kurbelwelle. In den Zylindern sind trockene, thermisch mit dem Zylinderblock verbundene Laufbuchsen eingesetzt. Der Zylinderkopf des Motors ist zweigeteilt. Der untere Teil umfasst die Einlass- und Abgaskanäle sowie die Ventile, der obere Teil besteht aus einer Trägerplatte, in der die Nockenwellen laufen, er ist mit dem unteren Teil verschraubt. Des Weiteren ist der Zylinderkopf mit einem Abgasrückführungskanal versehen. Die Nockenwellen betätigen je Zylinder zwei Ein- und zwei Auslassventile. Eine Steuerkette auf der Schwungradseite des Motors, die mit hydraulischen Kettenspannern gespannt wird, treibt die Einlassnockenwelle an. Die Auslassnockenwelle wird von der Einlassnockenwelle aus angetrieben. Der Kraftstoff wird mit einem Common-Rail-System von Bosch direkt in die Zylinder eingespritzt. Der Einspritzdruck beträgt je nach Modell zwischen 1800 und 2000 bar. Je nach Modell sind ein Abgasturbolader mit variabler Turbinengeometrie und ein oder zwei weitere Turbolader eingebaut, die an einen Ladeluftkühler gekoppelt sind.

### N57D30S1
Bei dieser Version (280 kW / 381 PS) mit drei Ladern spricht der erste mit variabler Turbinengeometrie bei geringen Drehzahlen an, der zweite spricht bei mittleren Drehzahlen an und erhöht das Drehmoment, der dritte dient zum Erzeugen kurzer Leistungs- und Drehmomentspitzen; das größte Drehmoment beträgt 740 Nm.

#### Rückruf wegen unzulässiger Software beim N57D30S1
Im Kontext des Abgasskandals führte die Deutsche Umwelthilfe im Frühjahr 2017 Messungen der Emissionen im praktischen Fahrbetrieb an einem 750d xDrive durch. Dabei stieß dieser im Durchschnitt 646 mg/km an Stickoxiden (NOx) aus, was etwa dem Achtfachen des zulässigen Grenzwertes entspricht.
Am 23. Februar 2018 berichtete Spiegel Online, dass einige Modelle mit N57-Motoren mit einer – nach Interpretation des Spiegel – „manipulierten“ Abgassoftware ausgestattet seien. BMW hatte am 22. Februar bei einer Anhörung beim Kraftfahrtbundesamt in Flensburg den Einsatz der unzureichenden Software bestätigt; Bundesverkehrsminister Scheuer (CSU) sprach im weiteren Verlauf von „unzulässigen Abschalteinrichtungen“ in der Motorsteuerung. Am 20. März 2018 wurde berichtet, dass die Münchner Staatsanwaltschaft Ermittlungen gegen BMW „wegen Betrugsverdachts in der Abgas-Reinigung“ eingeleitet hat. Es bestehe der Verdacht, dass BMW eine prüfstandsbezogene Abschalteinrichtung verwende. Etwa 100 Beamte hatten Räumlichkeiten in der BMW-Konzernzentrale und im Forschungs- und Innovationszentrum in München sowie im Dieselmotorenwerk Steyr durchsucht.
Betroffen sind laut BMW Exemplare der Fahrzeugtypen M550d xDrive Limousine (Produktion 03/2012 bis 10/2016), M550d xDrive Touring (Produktion 03/2012 bis 02/2017), 750d xDrive (Produktion 07/2012 bis 06/2015) und 750Ld xDrive (Produktion 07/2012 bis 06/2015): „Irrtümlicherweise wurden Dateneinträge aus einem Software-Stand übernommen, der für Fahrzeuge mit einem anderen Abgasreinigungssystem entwickelt worden war. Dies führt bei längeren Fahrten zu erhöhten NOx-Emissionen, da die Regeneration des NOx-Speicherkatalysators nicht wie vorgesehen erfolgt.“
Harald Krüger, der Vorstandsvorsitzende der BMW AG, sagte auf der Hauptversammlung am 17. Mai 2018: „Uns ist vor einigen Jahren ein Fehler unterlaufen“; der Aufsichtsratsvorsitzende Norbert Reithofer sprach von einem „handwerklichen, menschlichen Fehler“, der nicht dazu geführt hätte, dass die Abgaswerte auf dem Prüfstand niedriger gewesen seien als auf der Straße. „Mit einer gezielten Manipulation von Motorsteuerung und Abgasreinigung hat das nichts zu tun“, so Krüger.
Das Kraftfahrtbundesamt hat BMW in Form eines amtlichen Rückrufs mit Bescheid vom 13. März 2018 aufgefordert, „die vorhandenen unzulässigen Abschalteinrichtungen zu entfernen, um die Vorschriftsmäßigkeit der Fahrzeuge wiederherzustellen“. Betroffen seien laut BMW weltweit ca. 11.700 Fahrzeuge, davon europaweit (inklusive Deutschland) etwa 9.300 und in Deutschland rund 5.000. BMW startete die Rückrufaktion am 29. Mai 2018, nachdem das KBA die Softwareaktualisierung durch BMW genehmigt hatte.

## Technische Daten
| Motortyp      | Bohrung × Hub | Hubraum  | Verdichtungsverhältnis | Leistung bei min−1       | Drehmoment (Nm) bei min−1 | Bauzeitraum |
| ------------- | ------------- | -------- | ---------------------- | ------------------------ | ------------------------- | ----------- |
| N57D30U       | 84 × 90 mm    | 2993 cm³ | 16,5:1                 | 150 kW (204 PS) bei 3750 | 430 bei 1750–2500         | 2010–2013   |
| N57D30U       | 84 × 90 mm    | 2993 cm³ | 16,5:1                 | 155 kW (211 PS) bei 4000 | 450 bei 1750–2500         | -           |
| N57D30OL      | 84 × 90 mm    | 2993 cm³ | 16,5:1                 | 180 kW (245 PS) bei 4000 | 520 bei 1750–3000         | 2008–2013   |
| N57D30OL      | 84 × 90 mm    | 2993 cm³ | 16,5:1                 | 180 kW (245 PS) bei 4000 | 540 bei 1750–3000         | 2008–2014   |
| N57D30OL(TÜ)  | 84 × 90 mm    | 2993 cm³ | 16,5:1                 | 190 kW (258 PS) bei 4000 | 560 bei 2000–2750         | seit 2011   |
| N57D30TOP     | 84 × 90 mm    | 2993 cm³ | 16,5:1                 | 220 kW (299 PS) bei 4400 | 600 bei 1500–2500         | 2010–2012   |
| N57D30TOP     | 84 × 90 mm    | 2993 cm³ | 16,5:1                 | 225 kW (306 PS) bei 4400 | 600 bei 1500–2500         | 2009–2014   |
| N57D30TOP(TÜ) | 84 × 90 mm    | 2993 cm³ | 16,5:1                 | 230 kW (313 PS) bei 4400 | 630 bei 1500–2500         | seit 2011   |
| N57D30S1      | 84 × 90 mm    | 2993 cm³ | 16,5:1                 | 280 kW (381 PS) bei 4400 | 740 bei 2000–3000         | seit 2012   |
| Quelle        |               |          |                        |                          |                           |             |

## Verwendung bei BMW
N57D30UL
- 150 kW[13]
  - seit 03/2010 im BMW E90, E91, E92 und E93 als BMW 325d
  - seit 01/2010 im BMW F10 und F11 als BMW 525d

- 155 kW[14]
  - Im BMW F07 als 530d GT

N57D30OL
- 180 kW, 520 Nm[15]
  - seit 09/2008 im BMW E90, E91, E92 und E93 als BMW 330d

- 180 kW, 540 Nm[16]
  - BMW F10 und F11 als 530d
  - BMW F07 als 530d GT
  - BMW F01 als 730d
  - BMW F02 als 730Ld
  - BMW E70 als X5 xDrive 30d
  - BMW E71 als X6 xDrive 30d

N57D30OL(TÜ)
- 190 kW[17]
  - seit 03/2011 im BMW F25 als BMW X3 xDrive 30d
  - Im BMW F26 als BMW X4 xDrive 30d
  - seit 08/2013 im BMW F15 als X5 xDrive 30d
  - Im BMW F16 als X6 xDrive 30d
  - seit 07/2012 im BMW F30 und F31 als BMW 330d
  - Im BMW F32, F33 und F36 als BMW 430d
  - seit 03/2011 im BMW F10 und F11 als BMW 530d
  - Im BMW F34 als 330d GT
  - seit 07/2012 im BMW F07 als BMW 530d GT
  - seit 06/2012 im BMW F01 als BMW 730d
  - Im BMW F02 als BMW 730Ld und 740Ld xDrive

N57D30TOP
- 220 kW[18]
  - 03/2010–06/2012 im BMW F07 als BMW 535d GT
  - 09/2010–09/2011 im BMW F10 und BMW F11 als BMW 535d

- 225 kW[19]
  - 09/2009–06/2012 im BMW F01 als BMW 740d
  - seit 06/2010 im BMW E70 als BMW X5 xDrive40d
  - seit 03/2010 im BMW E71 als BMW X6 xDrive40d

N57D30TOP(TÜ)
- 230 kW[20]
  - Im BMW F34 als BMW 335d xDrive GT
  - seit 06/2012 im BMW F07 als BMW 535d xDrive GT
  - seit 09/2011 im BMW F25 als BMW X3 xDrive 35d
  - Im BMW F26 als BMW X4 xDrive 35d
  - seit 12/2013 im BMW F15 als X5 xDrive 40d
  - Im BMW F16 als X6 xDrive 40d
  - seit 08/2013 im BMW F30 und F31 als BMW 335d xDrive
  - Im BMW F32, F33 und F36 als BMW 435d xDrive
  - seit 09/2011 im BMW F10 und BMW F11 als BMW 535d und BMW 535d xDrive
  - seit 09/2011 im BMW F06, F12 und F13 als BMW 640d
  - seit 07/2012 im BMW F01 als BMW 740d

N57D30S1
- 280 kW[21]
  - seit 03/2012 im BMW F10 und BMW F11 als BMW M550d xDrive
  - 07/2012–2013 im BMW E70 als BMW X5 M50d
  - seit 07/2012 im BMW E71 als BMW X6 M50d
  - seit 07/2012 im BMW F01 und BMW F02 als BMW 750d xDrive
  - 08/2013 bis 2019 im BMW F15 als BMW X5 M50d
  - 11/2014 bis 2019 im BMW F16 als BMW X6 M50d